# Hermann Hintze
Hermann Hintze (* 26. Mai 1636 in Lübeck; † 27. April 1711 ebenda) war ein deutscher Kaufmann und Ratsherr der Hansestadt Lübeck.

## Leben
Der Kaufmann Hermann Hintze ist als Vorsteher der Lübecker Waisenhauses 1685 überliefert, welches sich zu seiner Zeit gegenüber der Aegidienkirche im Gebäude des früheren Michaelis- oder Segeberg-Konvents, dem heutigen Aegidienhof, befand. 1703 wurde in Hintze in den Lübecker Rat erwählt. Testamentarisch stiftete er der Petrikirche einen neuen barocken Hochaltar, der 1713 fertiggestellt wurde und den gotischen Hochaltar ersetzte. Dieser orientierte sich in seiner Gestaltung an dem von dem Ratsherrn Thomas Fredenhagen zuvor gestifteten Hochaltar der Lübecker Marienkirche von Thomas Quellinus. Er war jedoch aus Holz gefertigt und wurde daher beim Luftangriff auf Lübeck 1942 zerstört.